# Huy chương Karl Schwarzschild
Huy chương Karl Schwarzschild là một giải thưởng của "Hội Thiên văn học Đức" dành cho các nhà thiên văn học và vật lý thiên văn xuất sắc. Giải này được đặt theo tên nhà vật lý thiên văn lỗi lạc Karl Schwarzschild, và được trao hàng năm.

## Các người đoạt huy chương
| Năm  | Tên                                               |
| ---- | ------------------------------------------------- |
| 2010 | Michel Mayor                                      |
| 2009 | Rolf-Peter Kudritzki                              |
| 2008 | Rashid Sunyaev                                    |
| 2007 | Rudolf Kippenhahn                                 |
| 2005 | Gustav Andreas Tammann                            |
| 2004 | Riccardo Giacconi                                 |
| 2003 | Erika Boehm-Vitense                               |
| 2002 | Charles H. Townes                                 |
| 2001 | Keiichi Kodaira                                   |
| 2000 | Roger Penrose                                     |
| 1999 | Jeremiah P. Ostriker                              |
| 1998 | Peter A. Strittmatter                             |
| 1997 | Joseph H. Taylor                                  |
| 1996 | Kip Thorne                                        |
| 1995 | Hendrik C. van de Hulst                           |
| 1994 | Joachim Trümper                                   |
| 1993 | Raymond Wilson                                    |
| 1992 | Fred Hoyle                                        |
| 1990 | Eugene N. Parker                                  |
| 1989 | Martin J. Rees                                    |
| 1987 | Lodewijk Woltjer                                  |
| 1986 | Subrahmanyan Chandrasekhar                        |
| 1985 | Edwin E. Salpeter                                 |
| 1984 | Daniel M. Popper                                  |
| 1983 | Donald Lynden-Bell                                |
| 1982 | Jean Delhaye                                      |
| 1981 | Bohdan Paczyński                                  |
| 1980 | Ludwig Biermann                                   |
| 1978 | George B. Field                                   |
| 1977 | Wilhelm Becker                                    |
| 1975 | Lyman Spitzer                                     |
| 1974 | Cornelis de Jager                                 |
| 1972 | Jan H. Oort                                       |
| 1971 | Antony Hewish                                     |
| 1969 | Bengt Strömgren                                   |
| 1968 | Maarten Schmidt                                   |
| 1963 | Charles Fehrenbach                                |
| 1959 | Martin Schwarzschild (con của Karl Schwarzschild) |